# NavGujarat Samay
NavGujarat Samay is een Gujarati dagblad, uitgegeven door The Times Group. Het werd voor het eerst uitgegeven in Ahmedabad, in de Indiase deelstaat Gujarat, op 16 januari 2014. Het blad heeft een oplage van 148000.